# Buena Vista, Atlixtac
Buena Vista är en ort i Mexiko.   Den ligger i kommunen Atlixtac och delstaten Guerrero, i den sydöstra delen av landet, 230 km söder om huvudstaden Mexico City. Buena Vista ligger 1 929 meter över havet och antalet invånare är 275.
Terrängen runt Buena Vista är kuperad norrut, men söderut är den bergig. Runt Buena Vista är det ganska glesbefolkat, med 43 invånare per kvadratkilometer. Närmaste större samhälle är Xalpitzáhuac, 5,0 km nordost om Buena Vista. I omgivningarna runt Buena Vista växer huvudsakligen savannskog.